# أرشيبالد كامبل (سياسي أمريكي)
أرشيبالد كامبل (بالإنجليزية: Archibald Campbell)‏ هو سياسي أمريكي، ولد في 1779 في المملكة المتحدة، وتوفي في 14 يوليو 1856. انتخب Secretary of State of New York ‏ (1841 – 1842).